# رودریگو گارسا
رودریگو گارسا (اسپانیایی: Rodrigo Garza‎؛ زادهٔ ۳ دسامبر ۱۹۷۹) بازیکن هاکی روی چمن اهل اسپانیا بود که در مسابقات کشوری و بین‌المللی در مجموع برندهٔ 3 مدال طلا، 3 مدال نقره، 2 مدال برنز شده‌است.